# 坎河 (納米比亞)

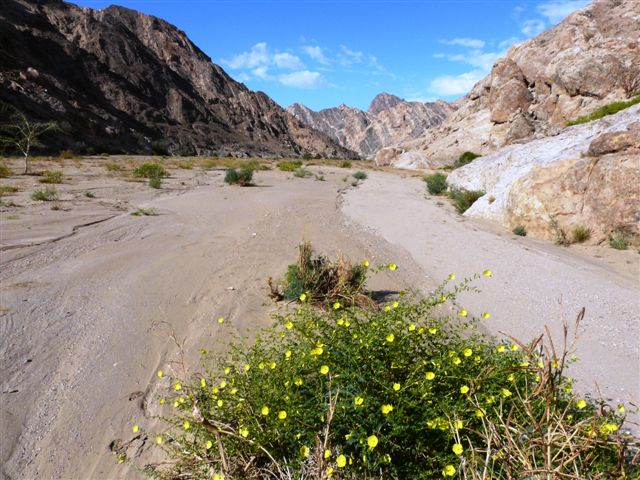
坎河的图片

坎河（Khan River）是非洲西南部國家納米比亞的季節性河流，屬於斯瓦科普河的支流，位於該國中部埃龍戈區，自奧卡漢賈西北的發源地向西流經烏薩科斯，最終在斯瓦科普蒙德以東注入斯瓦科普河。
22°42′S 14°54′E / 22.700°S 14.900°E